# Бронников, Михаил Максимович
Михаил Максимович Бронников (14 октября 1911, Уржумский уезд, Вятская губерния — 14 ноября 1983, Москва) — советский военный деятель, генерал-майор. Герой Советского Союза.

## Биография
Михаил Максимович Бронников родился 14 октября 1911 года в деревне Лаптевщина в семье крестьянина.
В 1918 году от «испанки» умер отец, а в 1921 году Бронников был отдан в детский дом, организованный при Вятской губернской ЧК.
В 1924 году вернулся в родную деревню и в волостном центре Лебяжье вступил в комсомол, после чего организовал школу ликбеза в деревне, в которой преподавал, а также посылался в другие деревни волости, где организовывал новые комсомольские ячейки. Вскоре работал на должностях секретаря комсомольской ячейки, делопроизводителя сельсовета, а также занимался распространением облигаций займа и страхованием.
В 1929 году подал заявление на вступление в партию. На пленуме Бронников был избран на должность председателя Лебяжского сельсовета.
В 1932 году вступил в ряды ВКП(б).
Вскоре Бронников был отправлен на курсы пропагандистов в Горьковский комвуз, учащиеся которого работали на строительстве автозавода. Во время тушения торфа Бронников получил сильные ожоги, а после лечения вернулся на родину и стал секретарём Лебяжского райкома комсомола.

### Военная служба
Осенью 1933 года Бронников был призван в ряды РККА и служил артиллерийским разведчиком в батарее на конной тяге, затем — вычислителем-планшетистом в учебном дивизионе.
В 1937 году закончил Ленинградское военно-политическое училище имени Ф. Энгельса, при выпуске из которой был направлен на должность политрука батареи. Затем возглавлял партбюро полка, партийную комиссию при политотделе дивизии, был начальником дивизионной партийной школы.
В мае 1941 года заочно окончил Военно-политическую академию имени В. И. Ленина.

#### Великая Отечественная война
С 1941 года принимал участие в боях на фронтах Великой Отечественной войны. На начало войны батальонный комиссар Бронников находился в городе Трускавец на должности замполита отдельного зенитного дивизиона, участвовавшего в контрударе под Перемышлем и в сражении за Дубно — Луцк — Броды, где зенитчики стреляли по танкам противника. Затем Бронников вместе с дивизионом отступал до Днепра. В сентябре 1941 года между Прилуками и Пирятиным попал в окружение и пришлось уничтожить технику. Через три недели Бронников вывел группу из 96 человек из окружения. Вскоре Бронников был назначен на должность инструктора политотдела в 1-ю гвардейскую стрелковую дивизию под командованием генерал-майора Руссиянова. 14 октября передал приказ комдиву об отходе от Ахтырки на Корочу в связи с тем, что противник оказался восточнее. Около месяца дивизия выходила из окружения.
В конце 1941 года назначен инспектором организационно-инструкторского отделения политического отдела 21-й армии.
Весной 1943 года Бронников был назначен на должность начальника политотдела 67-й гвардейской стрелковой дивизии, которой командовал генерал-майор Алексей Иванович Баксов. Дивизия принимала участие в ходе отражения наступления противника в Курской битве, а в ходе последующего контрнаступления достигла района Ахтырки и Полтавы. Из этого района дивизия в составе 6-й гвардейской армии была передана 1-му Прибалтийскому фронту.
В ходе операции «Багратион» 22 июня 1944 года 67-я гвардейская стрелковая дивизия прорвала оборону противника и начала наступление. 24 июня стрелковый полк с силами усиления форсировал реку Западная Двина, где захватил небольшой плацдарм, но к вечеру танки противника потеснили бойцов стрелкового полка, а также был тяжело ранен командир полка, после чего Бронников принял командование полком на себя и назначил новых командиров вместо выбывших из строя, переместил наблюдательный пункт и наладил связь с командиром дивизии, а также отдал приказ гаубичной бригаде поставить орудия на прямую наводку. В ходе командования полка Бронников обеспечил удержание плацдарма, а также к концу следующего дня расширил его.
Указом Президиума Верховного Совета СССР от 22 июля 1944 года за образцовое выполнение боевых заданий командования на фронте борьбы с немецкими захватчиками и проявленные при этом отвагу и геройство гвардии полковнику Михаилу Максимовичу Бронникову присвоено звание Героя Советского Союза с вручением ордена Ленина и медали «Золотая Звезда» (№ 3838).
После форсирования Западной Двины Бронников принимал участие в ходе освобождения Белоруссии и Прибалтики. Войну закончил в мае 1945 года, находясь на должности начальника политотдела стрелкового корпуса под городом Либава (ныне Лиепая).

### После войны
С окончанием войны продолжил службу в Прибалтике.
В 1950 году окончил курсы переподготовки, а в 1957 году — Высшие академические курсы усовершенствования офицерского состава при Военно-политической академии имени В. И. Ленина.
Служил в Туркестане, затем на Кавказе. Два созыва избирался депутатом Верховного Совета Таджикской ССР.
В 1968 году участвовал в вводе войск в Чехословакию. В 1969 году генерал-майор Бронников вышел в отставку.
Жил в Москве, после чего работал сначала в парторганизации ДОСААФ, затем в обществе «Знание» на ВДНХ. Десять лет работал в институте «Гипробытпром»: старший инженер, начальник гражданской обороны, председатель совета ветеранов института.
Умер 14 ноября 1983 года в Москве. Похоронен на Кунцевском кладбище (участок 10).

## Награды
- Медаль «Золотая Звезда» Героя Советского Союза;
- Орден Ленина;
- Четыре ордена Красного Знамени;
- Орден Отечественной войны 1-й степени;
- Два ордена Красной Звезды;
- Медаль «За отвагу»;
- Медали.

## Комментарии
1. ↑  Деревня Лаптевщина, относившаяся к Лебяжской волости Уржумского уезда, в последующем входила в состав Лебяжского, затем — Большешорского сельсовета Лебяжского района Кировской области; упразднена 26.11.1986[1].